# Крюссоль
Крюссоль (Crussol) — французский баронский род, родовым гнездом которого был замок Крюссоль напротив Валанса, ныне полуразрушенный. После казни маршала Монморанси (1632) глава рода оспаривал у Ла-Тремуйя звание первого пэра Франции.

## Бароны из Дофине
Жак де Крюссоль (1460—1525), наместник Дофине и великий камергер Франции при Карле VIII, в 1486 году заключил брак с наследницей виконтства Юзес. В числе первых стал кавалером новоучреждённого ордена Св. Михаила. Его потомки проживали при парижском дворе, а в качестве загородного дома предпочитали средневековому замку Крюссоль более уютную трёхбашенную резиденцию в Юзесе (т. н. «герцогство», le Duché).
Антуан де Крюссоль (1528-73), один из предводителей гугенотов, получил титул герцога Юзеса от короля Карла IX. Связано это было с тем, что жена Крюссоля, Луиза де Клермон, наследственная графиня Тоннер, будучи близкой подругой королевы Екатерины Медичи, была приставлена ею к будущему королю Карлу как гувернантка. Интерес для историков представляет её объёмистая переписка с Елизаветой Английской.
Накануне Варфоломеевской ночи Крюссоль получил от короля указание о желательности перехода в католичество, что и было им исполнено. Для борьбы со своими прежними единоверцами Крюссоль был направлен управлять Дофине, Провансом и Лангедоком, где проблема распространения кальвинизма стояла наиболее остро. Чета Крюссолей построила несколько уникальных памятников французского ренессанса — загадочный замок Мон и похожий на крепость замок Сент-Прива, который удостоился королевского визита.

## Герцоги Юзеса
В течение XVII и XVIII веков Крюссоли ничем себя не прославили, однако на вопрос короля о том, почему в его роду не было ни одного маршала Франции, один из герцогов парировал: «Потому что мои предки погибали до того, как успевали выслужиться!». Именно Крюссоль как первый пэр Франции последним в истории выкрикнул знаменитую фразу: «Король умер, да здравствует король!» (после смерти Людовика XVIII).
В XIX веке Крюссоли стали одними из вождей роялистов. Особенно известна была герцогиня Анна д’Юзес (урождённая Рошешуар-Мортемар; 1847—1933), наследница винного дома «Вдова Клико», пожертвовавшая 3 млн франков в поддержку генерала Буланже. Она первой во Франции получила права на управление автомобилем (1889). Сын её, герцог Жак де Крюссоль-Юзес, умер в 1893 году во время научного путешествия по Африке, в Кабинде. В предвоенном Париже маркиза Крюссоль держала один из последних аристократических салонов.
|                |  |                           |  |            |
| Замок Крюссоль |  | Герб первого герцога Юзес |  | Замок Юзес |